# Pharetrophora iranica
Pharetrophora iranica är en stekelart som beskrevs av Narolsky och Schonitzer 2003. Pharetrophora iranica ingår i släktet Pharetrophora och familjen brokparasitsteklar. Inga underarter finns listade i Catalogue of Life.